# Pavel Poc

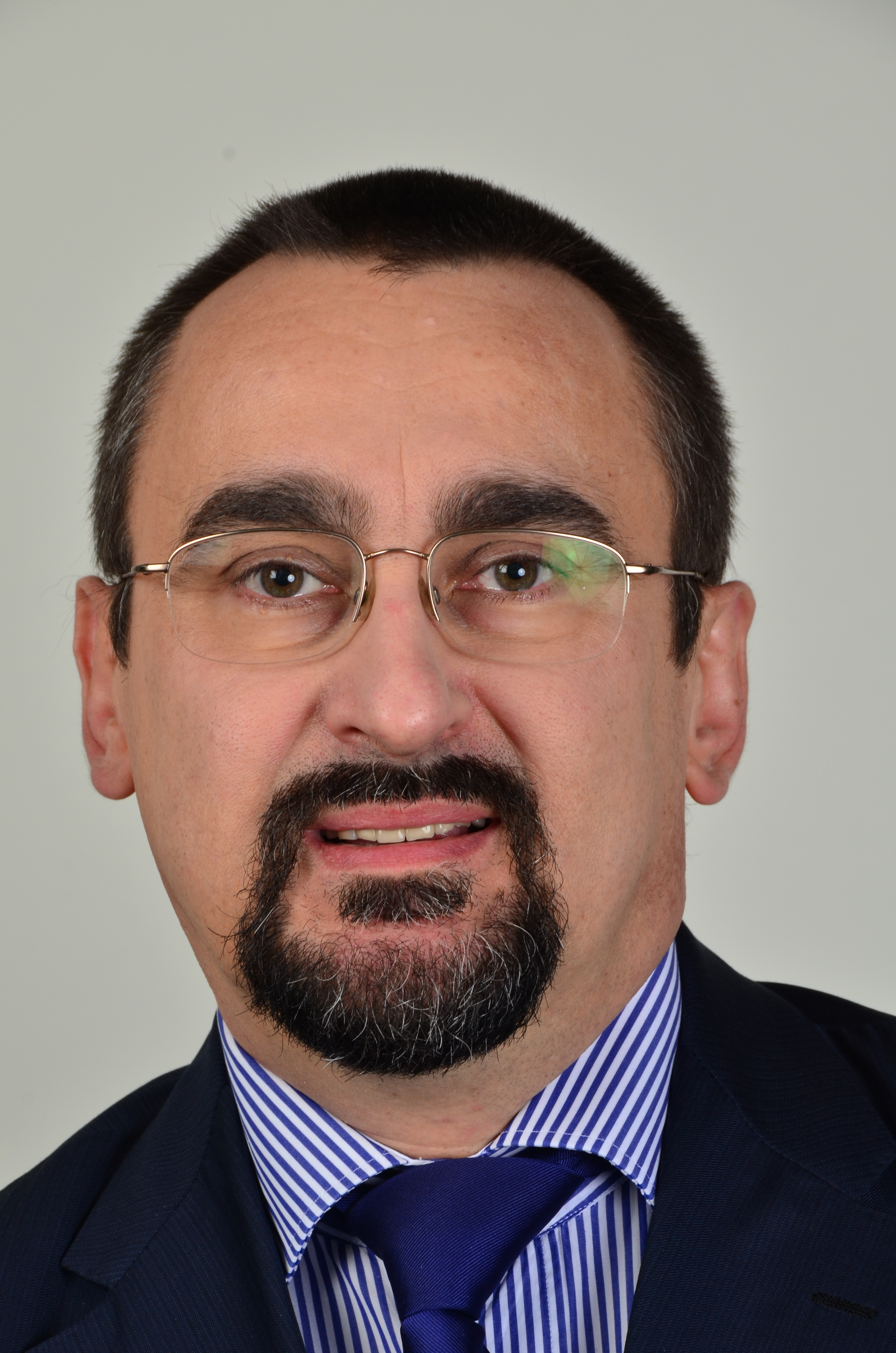
Pavel Poc, 2014

Pavel Poc (* 26. Mai 1964 in Havlíčkův Brod) ist ein tschechischer sozialdemokratischer Politiker. Er war Abgeordneter des 7. und 8. Europäischen Parlaments (2009–2019). Dort gehörte er wie alle Abgeordneten der Česká strana sociálně demokratická der Fraktion der S&D an.

## Leben
Pavel Poc studierte Biologie an der Karls-Universität in Prag, wo er 1988 das Studium mit dem Doktorat abschloss. Danach arbeitete er bis 1992 als wissenschaftlicher Mitarbeiter im ethologischen Labor der Akademie der Wissenschaften der Tschechischen Republik. Anschließend wirkte er in der Stadt Marienbad, zunächst als ökologischer Beauftragter der Stadt, ab 1993 als Leiter des Umweltamtes, von 1998 bis 2002 war er erster stellvertretender Bürgermeister der Stadt. 2003 bis 2009 war er geschäftsführender Direktor der städtischen Garten- und Parkanlagengesellschaft.
Pavel Poc trat 1997 in die ČSSD ein und ist seit 1998 stellvertretender Vorsitzender des Ortsverbandes von Marienbad, seit 2000 Mitglied des zentralen Exekutivausschusses und seit 2001 Mitglied des Parteivorstandes. 2009 und 2014 wurde er für die CSSD ins Europäische Parlament gewählt. Hier war er Mitglied im Ausschuss für Umweltfragen, Volksgesundheit und Lebensmittelsicherheit. Zudem gehörte er der Delegation im Ausschuss für die parlamentarische Kooperation EU-Russland sowie der Delegation in den Ausschüssen für parlamentarische Kooperation EU-Kasachstan, EU-Kirgisistan, EU-Usbekistan und EU-Tadschikistan an.